# 杨梅卷管螺
杨梅卷管螺（学名：Gemmula unedo），是新腹足目卷管螺科珠环卷管螺属的一种。主要分布于马来西亚、中国大陆、韩国、台湾，常栖息在浅海沙底、潮下带。